# غيطة (إيطاليا)
غَيْطَة أو غايطة أو جيتا هي مدينة وبلدية في مقاطعة لاتينا، في لاتسيو، وسط إيطاليا. تقع على رعن يمتد نحو خليج غيطة، على بعد 120 كيلومترا من روما و80 كيلومترا من نابُل.
لعبتجيتا المدينة دوراً بارزاً في التاريخ العسكري حيث تعود تحصيناتها إلى العصر الروماني وفيها العديد من الآثار من هذه الفترة بما في ذلك الضريح الذي يعود للقرن الأول الميلادي للجنرال لوسيوس موناطيوس بلانكوس على قمة مونتي أورلاندو.
جرى تمديد تحصينات غيطة وتعزيزها في القرن الخامس عشر، وطوال تاريخ مملكة نابولي (في وقت لاحق الصقليتين). في الوقت الحاضر غيطة مركز للصيد للصيد البحري وميناء للنفط ومنتجع سياحي مشهور. يحتفظ حلف شمال الأطلسي بقاعدة للعمليات في غيطة.

## السكان
في سنة 1861 بلغ عدد السكان 14٬870 نسمة، وتطور العدد ليصل في سنة 2011 لـ 20٬762 نسمة.
يظهر هذا المخطط البياني تطور النمو السكاني لـ غيطة

## توأمة
لغيطة اتفاقيات توأمة مع كل من:
- فرونتنيان
- كامبريدج
- بيت لحم
- سومرفيل
- موبيل
- ستنيي
- كامبريدج

## أعلام
- ماريا بيا دي الصقليتين
- جون كابوت
- أندريا دي باولا
- توماس كاييتان
- جاليسيوس الثاني